# 世にも不思議なアメージング・ストーリー
『世にも不思議なアメージング・ストーリー』（原題: Amazing Stories）は、NBCで1985年から1987年まで放映されたアメリカ合衆国のオムニバス・ドラマ。

## 概要
映画監督スティーヴン・スピルバーグの手により生まれた本作品は、『トワイライトゾーン』や『ヒッチコック劇場』などと同じように一話完結のオムニバス映画である。製作総指揮を務めたスピルバーグが原案のエピソードも多い。『アメージング・ストーリー』というタイトルは、スピルバーグが子供の頃に愛読していたアメリカのSF雑誌（アメージング・ストーリーズ）と同名である。エピソードごとに監督や主演が異なり、内容もホラー、SF、ファンタジー、コメディなど多岐にわたる。エミー賞に12回ノミネートされた。
日本では「最後のミッション」「パパはミイラ」「真夜中の呪文」の3エピソードをまとめたものが1987年7月18日に劇場公開された。また「ワンワン騒動記」は、日本では1987年8月1日に『アメリカ物語』と併映で、アメリカでは1988年11月18日に『リトルフット』と併映でそれぞれ劇場公開された。他のエピソードも同様に数本をまとめた形で日本テレビ系「金曜ロードショー」にて放映された。

## エピソード
| シーズン エピソード | 邦題 原題                                     | 監督                         | 出演 ※括弧内は日本語吹替 | 音楽                        | 備考                                                        |
| ------------------- | --------------------------------------------- | ---------------------------- | --- | --------------------------- | ----------------------------------------------------------- |
| 1-1                 | ゴースト・トレイン Ghost Train                | スティーヴン・スピルバーグ   | ロバーツ・ブロッサム（久米明） ルーカス・ハース（湯澤真伍） ゲイル・エドワーズ（佐々木優子） スコット・ポーリン（牛山茂）                                                                                         | ジョン・ウィリアムズ        | スティーヴン・スピルバーグ（原案）                          |
| 1-2                 | 愛と哀しみの磁石男 The Main Attraction        | マシュー・ロビンス           | ジョン・スコット・クロウ（堀内賢雄） リサ・ジェーン・パースキー（佐々木優子） ビル・アレン | クレイグ・サファン          | スティーヴン・スピルバーグ（原案） ブラッド・バード（脚本） |
| 1-3                 | タイムトラベル少年 Alamo Jobe                 | マイケル・D・ムーア          | ケリー・レノ（石田彰） ウィリアム・ボイエット（筈見純） リチャード・ヤング（金尾哲夫） | ジェームズ・ホーナー        | スティーヴン・スピルバーグ（原案）                          |
| 1-4                 | パパはミイラ Mummy Daddy                      | ウィリアム・ディア           | トム・ハリソン（羽佐間道夫） ブロンソン・ピンチョット（富山敬） ブライオン・ジェームズ（内海賢二） トレイシー・ウォルター（田原アルノ）                                                                           | ダニー・エルフマン          | スティーヴン・スピルバーグ（原案）                          |
| 1-5                 | 最後のミッション The Mission                  | スティーヴン・スピルバーグ   | ケビン・コスナー（磯部勉） ケイシー・シーマツコ（塩屋翼） キーファー・サザーランド（井上和彦） アンソニー・ラパーリア                                                                                             | ジョン・ウィリアムズ        | スティーヴン・スピルバーグ（原案）                          |
| 1-6                 | 超魔術師と殺人オペラ The Amazing Falsworth    | ピーター・ハイアムズ         | グレゴリー・ハインズ（富山敬） リチャード・メイサー（小林清志） ドン・カルファ（小室正幸） | ビリー・ゴールデンバーグ    | スティーヴン・スピルバーグ（原案）                          |
| 1-7                 | 宇宙のTVオタク Fine Tuning                    | ボブ・バラバン               | マシュー・ラボートー（松本保典） ゲイリー・ライリー（平井誠一） ジム・ギャザラム（優希比呂） ミルトン・バール（大木民夫）                                                                                         | ジョナサン・タニック        | スティーヴン・スピルバーグ（原案）                          |
| 1-8                 | 最後のマジック Mr. Magic                      | ドナルド・ペトリ             | シド・シーザー（大木民夫） レオ・ロッシ（稲葉実） ジュリアス・W・ハリス（島香裕） | ブルース・ブロートン        |                                                             |
| 1-9                 | こんな天使でよかったら… Guilt Trip            | バート・レイノルズ           | ドム・デルイーズ（島香裕） ロニ・アンダーソン（塩田朋子） チャールズ・ダーニング（藤本譲） リック・ダコマン | スティーヴ・ドーフ          |                                                             |
| 1-10                | リモコン親父の逆襲 Remote Control Man         | ボブ・クラーク               | シドニー・ラシック（滝口順平） ナンシー・パーソンズ（此島愛子） ジェフ・コーエン（桜井敏治） ダーク・ベネディクト（大塚芳忠） ゲーリー・コールマン                                                                | アーサー・B・ルビンスタイン | スティーヴン・スピルバーグ（原案）                          |
| 1-11                | 52年目のXマスプレゼント Santa '85             | フィル・ジョアノー           | ダグラス・シール（黒沢良） パット・ヒングル（阪脩） ガブリエル・デイモン（池田貴尉） マーヴィン・J・マッキンタイア（牛山茂）                                                                                      | トーマス・ニューマン        | スティーヴン・スピルバーグ（原案）                          |
| 1-12                | 亡き妻の肖像…魂が棲む画 Vanessa in the Garden | クリント・イーストウッド     | ハーヴェイ・カイテル（大和田伸也） ソンドラ・ロック（榊原良子） ボー・ブリッジス（池田勝） | レニー・ニーハウス          | スティーヴン・スピルバーグ（脚本）                          |
| 1-13                | 魔法の島のベビーシッター The Sitter           | ジョーン・ダーリング         | メイベル・キング（青木和代） セス・グリーン（亀井芳子） ジョシュア・ルドイ ウェンディ・フィリップス | ケネス・ワンバーグ          | ミック・ギャリス（脚本）                                    |
| 1-14                | 英雄になった男 No Day at the Beach            | レスリー・リンカ・グラッター | チャーリー・シーン（平田広明） ラリー・スピナック（山口勝平） レイ・マンシーニ | レナード・ローゼンマン      | スティーヴン・スピルバーグ（原案） ミック・ギャリス（脚本） |
| 1-15                | 最後の一杯 One For the Road                   | トーマス・カーター           | ダグラス・シール（石森達幸） ジェームズ・クロムウェル（城山堅） ジェフリー・ルイス（広瀬正志） ジョー・パントリアーノ（星野充昭） アル・ラッシオ（峰恵研）                                                        | ジョニー・マンデル          | スティーヴン・スピルバーグ（原案）                          |
| 1-16                | 夢のガラクタ Gather Ye Acorns                 | ノーマン・レイノルズ         | マーク・ハミル（家中宏） デヴィッド・ラパポート（八奈見乗児） ロイヤル・ダノ（辻親八） ロイス・ド・バンジー フォレスト・ウィテカー                                                                                | ブルース・ブロートン        | スティーヴン・スピルバーグ（原案）                          |
| 1-17                | いないいないバア！ Boo!                       | ジョー・ダンテ               | エディ・ブラッケン（辻村真人） イヴリン・キース（竹口安芸子） ロバート・ピカード（石丸博也） ウェンディ・シャール ブルース・デイヴィソン（田原アルノ） アンドレア・マルコヴィッチ                                 | ジェリー・ゴールドスミス    |                                                             |
| 1-18                | 二人だけの霊界 Dorothy and Ben                | トーマス・カーター           | ジョー・セネカ（小松方正） ナタリー・グレゴリー（原麻衣） レイン・スミス（吉水慶） ジョー・レガルブート（大塚芳忠） キャスリーン・ロイド                                                                          | ジョルジュ・ドルリュー      | スティーヴン・スピルバーグ（原案）                          |
| 1-19                | 鏡よ鏡… Mirror, Mirror                        | マーティン・スコセッシ       | サム・ウォーターストン（野沢那智） ヘレン・シェイヴァー（弥永和子） ティム・ロビンス | マイケル・ケイメン          | スティーヴン・スピルバーグ（原案）                          |
| 1-20                | シークレット・シネマ Secret Cinema            | ポール・バーテル             | ペニー・パイザー（井上喜久子） グリフィン・ダン（藤原啓治） ポール・バーテル（銀河万丈） メアリー・ウォロノフ イヴ・アーデン（竹口安芸子）                                                                        | ビリー・ゴールデンバーグ    | ポール・バーテル（脚本）                                    |
| 1-21                | 地獄のかつら Hell Toupée                      | アーヴィン・カーシュナー     | トニー・キーニッツ（三ツ矢雄二） シンディ・モーガン（井上喜久子） スタンリー・ブロック（千田光男） | デヴィッド・シャイア        |                                                             |
| 1-22                | 愛の人形 The Doll                             | フィル・ジョアノー           | ジョン・リスゴー（牛山茂） アン・ヘルム（幸田直子） アルバート・ヘイグ（塚田正昭） レイン・フェニックス | ジョルジュ・ドルリュー      | リチャード・マシスン（脚本）                                |
| 1-23                | ワタシは何でも知っている… One for the Books   | レスリー・リンカ・グラッター | レオ・ペン（村松康雄） ジョイス・ヴァン・パタン（香椎くに子） ニコラス・プライアー | グレン・パクストン          | リチャード・マシスン（原作・脚本）                          |
| 1-24                | 想い出のラブ・ソング Grandpa's Ghost          | ティモシー・ハットン         | アンドリュー・マッカーシー（宮本充） ハータ・ウェア（京田尚子） イアン・ウルフ（千葉耕市） | パット・メセニー            | ティモシー・ハットン（原案）                                |
| 2-1                 | 呪いの結婚指輪 The Wedding Ring               | ダニー・デヴィート           | ダニー・デヴィート（阪脩） リー・パールマン（山田礼子） ルイス・ギアンヴォルボ（池田勝） バーナデット・バーケット（吉田理保子） トレイシー・ウォルター（谷口節）                                                  | クレイグ・サファン          | スティーヴン・スピルバーグ（原案）                          |
| 2-2                 | （秘）インスタント美女 Miscalculation         | トム・ホランド               | ジョン・クライヤー（関俊彦） ジョアン・ウィレット（かないみか） J・J・コーエン（島田敏） | フィル・マーシャル          |                                                             |
| 2-3                 | おじいちゃんの魔球 Magic Saturday             | ロバート・マルコウィッツ     | M・エメット・ウォルシュ（内田稔） タリセン・ジャフィ（田中真弓） ジェフ・コーエン（桜井敏治） | ラルフ・バーンズ            |                                                             |
| 2-4                 | 悪夢へようこそ… Welcome to My Nightmare       | トッド・ホランド             | デヴィッド・ホランダー（島田敏） ロビン・ライヴリー（日野由利加） シャロン・スペルマン（火野カチ子） ロバート・L・ギブソン（山野史人） スティーヴ・アンティン（山口勝平） クリスティナ・アップルゲイト            | ブルース・ブロートン        |                                                             |
| 2-5                 | 危ない夢 You Gotta Believe Me                 | ケヴィン・レイノルズ         | チャールズ・ダーニング（富田耕生） メアリー・ベッテン（瀬畑奈津子） リチャード・バーンズ | ブラッド・フィーデル        | スティーヴン・スピルバーグ（原案）                          |
| 2-6                 | 腹ペコモンスター The Greibble                 | ジョー・ダンテ               | ヘイリー・ミルズ（藤田淑子） ジャスティン・ムーニー（大野雅一） ディック・ミラー（野本礼三） フランク・ウェルカー                                                                                                 | ジョン・アディソン          | スティーヴン・スピルバーグ（原案）                          |
| 2-7                 | 最期のハンドパワー Life on Death Row          | ミック・ギャリス             | パトリック・スウェイジ（真地勇志） ヘクター・エリゾンド（小川真司） ジェームズ・T・キャラハン（筈見純） | フレッド・スタイナー        | ミック・ギャリス（原案）                                    |
| 2-8                 | 真夜中の呪文 Go to the Head of the Class      | ロバート・ゼメキス           | クリストファー・ロイド（青野武） スコット・コフィ（松本保典） メアリー・スチュアート・マスターソン（小林優子） | アラン・シルヴェストリ      | ミック・ギャリス（原案）                                    |
| 2-9                 | 井戸の恩返し Thanksgiving                     | トッド・ホランド             | キーラ・セジウィック（伊藤美紀） デビッド・キャラダイン（池田勝） | ブルース・ブロートン        |                                                             |
| 2-10                | かぼちゃコンテスト The Pumpkin Competition    | ノーマン・レイノルズ         | ポリー・ホリデイ（山田礼子） ジューン・ロックハート（香椎くに子） J・A・プレストン（郷里大輔） | ジョン・アディソン          |                                                             |
| 2-11                | 向こう側に渡るかい？ What If...?              | ジョーン・ダーリング         | ジェイク・ハート（横山智佐） クレア・カークコネル（松岡ミユキ） トム・マコーネル（福田信昭） | ビリー・ゴールデンバーグ    | アン・スピルバーグ（脚本）                                  |
| 2-12                | 永遠の別れのために The Eternal Mind           | J・マイケル・リーヴァ        | ジェフリー・ジョーンズ（金尾哲夫） キャサリン・ボロウィッツ（田中敦子） グレゴリー・ワグロウスキー（千田光男） ロバート・アクセルロッド（大滝進矢）                                                               | マイルズ・グッドマン        |                                                             |
| 2-13                | 別れ道 Lane Change                            | ケン・クワピス               | キャシー・ベイカー（高島雅羅） プリシラ・ポインター（谷育子） | ジミー・ウェッブ            |                                                             |
| 2-14                | ゴースト・コップ Blue Man Down                | ポール・マイケル・グレイザー | マックス・ゲイル（麦人） ケイト・マクニール（小山茉美） クリス・ナッシュ（牛山茂） フランク・ダブルデイ（石塚運昇）                                                                                               | ブラッド・フィーデル        | スティーヴン・スピルバーグ（原案）                          |
| 2-15                | ひみつの蘭ちゃん The 21-Inch Sun              | ニック・キャッスル           | ロバート・タウンゼント（松尾貴史） クレイグ・リチャード・ネルソン（大塚明夫） マイケル・ラーナー（緒方賢一） | ラルフ・バーンズ            |                                                             |
| 2-16                | ワンワン騒動記 Family Dog                     | ブラッド・バード             | スタン・フレバーグ（大塚明夫） アニー・ポッツ（堀越真己） スコット・メンヴィル ブルック・アシュリー マーセデス・マッケンブリッジ（京田尚子） スタンリー・ラルフ・ロス （辻親八） マーシャル・エフロン（塩屋浩三） | ダニー・エルフマン          | ティム・バートン（キャラクター・デザイン）                  |
| 2-17                | 天才作曲家のいたずら Gershwin's Trunk         | ポール・バーテル             | ボブ・バラバン（神谷和夫） ジョン・マクック（大塚明夫） キャリー・フィッシャー（堀越真己） レイニー・カザン（磯辺万沙子） ダナ・グラッドストーン（小室正幸） ポール・バーテル（辻親八） ダン・ポンス（塩屋浩三）  | ジョン・メイヤー            | ポール・バーテル（脚本）                                    |
| 2-18                | おかしな隣人 Such Interesting Neighbors       | グラハム・ベイカー           | フレデリック・コフィン（玄田哲章） マーシャ・ストラスマン（小宮和枝） イアン・フリード（折笠愛） アダム・アント（梅津秀行） ヴィクトリア・キャトリン（伊倉一恵）                                                  | デヴィッド・ニューマン      | ジャック・フィニイ（原作）                                  |
| 2-19                | 忘れじのダイアナ Without Diana                | レスリー・リンカ・グラッター | ビリー・グリーン・ブッシュ（納谷六朗） ダイアン・ハル（佐々木優子） ジニー・ジェームス（久川綾） | ジョルジュ・ドルリュー      |                                                             |
| 2-20                | お引越し Moving Day                           | ロバート・スティーヴンス     | スティーヴン・ジェフリーズ（高木渉） デニス・リップスコーム（土師孝也） メアリー・エレン・トレイナー（滝沢久美子） クリステン・ヴィガード                                                                         | デヴィッド・シャイア        |                                                             |
| 2-21                | キャベツ男の微笑み Miss Stardust              | トビー・フーパー             | ディック・ショーン（青野武） アル・ヤンコビック（田の中勇） ラレイン・ニューマン（木村有里） | ジョン・メイヤー            | リチャード・マシスン（原作）                                |

## スピンオフ
アニメ『ザ・シンプソンズ』や『Mr.インクレディブル』の監督で知られているブラッド・バードが監督を務め、ティム・バートンがキャラクターデザインを担当した一編『ワンワン騒動記』は、その後CBSでアニメ・シリーズ化された。
詳しくは『ファミリードッグ』を参照。

## 商品化
かつて日本でも1988年にCIC・ビクター ビデオ株式会社から8巻のVHSが発売されたほか、新潮文庫から「スピルバーグのアメージング・ストーリー」という題名で文庫が発行された。
2008年12月19日にユニバーサル・ピクチャーズ・ジャパンより、第1シーズンのDVDボックスが発売される。VHS発売時には収録されていなかったエピソードも日本初ソフト化されており、テレビ放映時の声優の声で吹替え版を見ることができる。そして2009年7月8日に、同じくジェネオン・ユニバーサル・エンターテイメントジャパンより第2シーズンのDVDボックスも発売された。

### DVD-BOX
- 世にも不思議なアメージング・ストーリー 1st シーズン DVD-BOX
- 世にも不思議なアメージング・ストーリー 2nd シーズン DVD-BOX

### VHS
- 世にも不思議なアメージング・ストーリー 1
収録作品 「最後のミッション」/「パパはミイラ」/「真夜中の呪文」
- 世にも不思議なアメージング・ストーリー 2
収録作品 「驚異のファルズワース」/「幽霊列車」/「結婚指輪」
- 世にも不思議なアメージング・ストーリー 3
収録作品 「グレイブル」/「引越しの日」/「キス・ミー」
- 世にも不思議なアメージング・ストーリー 4
収録作品 「いじわる家族といたずらドッグ」/「ドロシーとベン」/「メイン・アトラクション」
- 世にも不思議なアメージング・ストーリー 5
収録作品 「愛しのドール」/「エスパー」/「感謝祭の御馳走」
- 世にも不思議なアメージング・ストーリー 6
収録作品 「鏡よ、鏡」/「凶弾」/「Mr.マジック」
- 世にも不思議なアメージング・ストーリー 7
収録作品 「パンプキン競争」/「ダイアナ」/「ファイン・チューニング」
- 世にも不思議なアメージング・ストーリー 8
収録作品 「21インチの恋人」/「マジック・サタデー」/「悪夢」/「サンタが街にやってきた」

### 書籍
- スピルバーグのアメージング・ストーリー 1
- スピルバーグのアメージング・ストーリー 2
※スティーヴン・バウアー：著、高橋良平：訳

## スタッフ
- 製作総指揮：スティーヴン・スピルバーグ
- 製作監修：フランク・マーシャル、キャスリーン・ケネディ
- 製作：デイヴィッド・ヴォーゲル
- テーマ音楽：ジョン・ウィリアムズ
- 製作：アンブリン・エンターテインメント